# Museu da Cerveja
El Museo de la Cerveza, o Núcleo Museológico y Cervecería, fue fundado en 2012, en la Praça do Comércio de Lisboa (Portugal). El espacio fue creado para ser un centro de cultura, gastronomía y sobre todo de las cervezas producidas en los países de habla portuguesa. En la planta baja, se encuentra una cervecería que recrea los espacios tradicionales de la producción de cervezas portuguesas, además de servir aperitivos típicos de la región. En el primer piso, se encuentra un acervo histórico, contándonos la historia de las cervecerías y su evolución en países como Angola, Brasil, Mozambique, Cabo Verde, Santo Tomé y Príncipe y Guinea-Bisáu. El local funciona de 12h a 22h y la entrada cuesta 5 euros.